# الدولة الكتالانية (1934)
الدولة الكتالانية ((بالكتالونية: Estat Català)‏, IPA: [əsˈtat kətəˈla]) هي دولة أعلن عن قيامها في عام 1934 من قبل لويس كومبانيز على أنها «دولة كتالانية داخل جمهورية إسبانيا الإتحادية».

## التاريخ

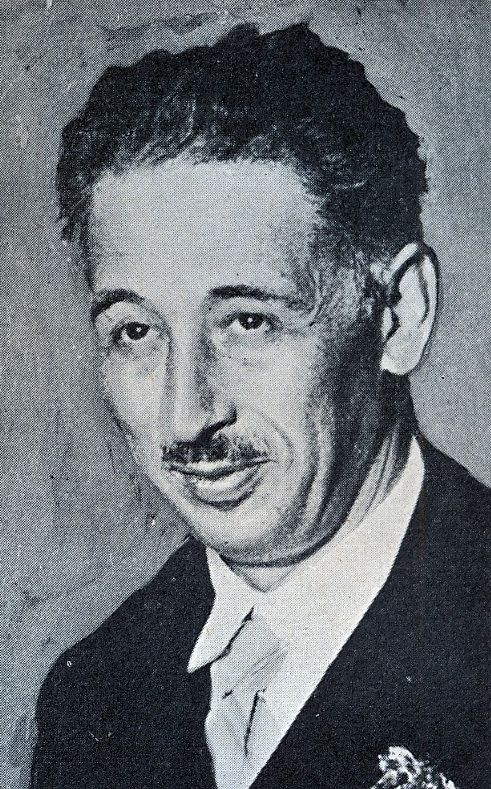
لويس كومبنيس

أعلن لويس كومبنيس رئيس حكومة كتالونيا (من يسار كتالونيا الجمهوري) في 6 أكتوبر 1934 عن قيام الدولة الكتالانية داخل جمهورية إسبانيا الإتحادية. كان الإعلان ضمن ثورة يسارية ضد حكومة اليمين الجديدة في إسبانيا بقيادة أليخاندرو ليروكس، والتي عينت أعضاء من الاتحاد الإسباني لليمين المستقل ليكونوا وزراء، وهو حزب كانت تعتبر ميوله قريبة إلى الفاشية، مما أوحى لليساريين بأنها الخطوة الأولى للسيطرة على الحكم كما فعل هتلر وإنغليرت دولفس في ألمانيا والنمسا.
أجهضت المحاولة الكتالانية سريعاً من قبل الحكومة الإسبانية وتم سحق الانتفاضة بشكل تام. تم اعتقال الرئيس لويس كومبانيز وتعليق حكومة الحكم الذاتي الكتالانية وسجن جميع أعضائها. وبعد فوز حزب الجبهة الشعبية في انتخابات إسبانيا 1936 تم العفو عنه وعن حكومته وإعادة تنصيبهم في مناصبهم السابقة.

## الإعلان عن الدولة الكتالانية
بعد ظهر يوم 6 أكتوبر ظهر لويس كومبنيس على شرفة مبنى الحكومة الكتالونية برفقة مستشاريه وأعلن عن الجمهورية الكاتالونية.

## النتائج
قتل في التمرد الفاشل 46 شخصًا: ثمانية وثلاثون مدنياً وثمانية جنود. وسجن أكثر من ثلاثة آلاف شخص، معظمهم في سفينة بخارية «أوروغواي»، ووضعوا تحت سلطة مجالس عسكرية. وألقي القبض كذلك على أثانيا الذي صادف وجوده في برشلونة لحضور جنازة الوزير السابق في حكومته جاوم كارنر. وحُكم على العسكريين الذين شاركوا في التمرد القائد إنريك بيريز فاراس والنقيبان إسكوفيت وريكارت بالإعدام، وتم تخفيف حكمهم بالسجن مدى الحياة من رئيس الجمهورية ألكالا زامورا، على الرغم من احتجاجات كلاً من حزب سيدا والحزب الديمقراطي الليبرالي الجمهوري بزعامة ميلكياديس ألفاريز الذي طالب بالقبضة الحديدية. تمت محاكمة رئيس وحكومة كتالونيا أمام محكمة الضمانات الدستورية وحُكم عليهما بالتمرد العسكري بالسجن لمدة ثلاثين عامًا، ونفذه البعض في سجن كارتاخينا وآخرون في إل بويرتو دي سانتا ماريا. في 23 فبراير 1935 أطلق سراح عمدة برشلونة والمستشارين المحتجزين مؤقتًا.
أطلقت حكومة ليروكس "موجة قمعية قاسية بإغلاق المراكز السياسية والنقابية وحظر الصحف وإزالة البلديات وحجز الآلاف، دون أن يكون لها إجراء مباشر حول الوقائع، الأمر الذي أظهر "عقابية غالباً مايكون تعسفيًا ومعه مكونات انتقامية طبقية أو إيديولوجية".
تم تعليق الحكم الذاتي الكاتالاني إلى أجل غير مسمى بموجب قانون صدر في 14 ديسمبر بناءً على اقتراح من الحكومة (طالبت سيدا بإلغاء النظام الأساسي) واستعيض عن حكومة كاتالونيا بمجلس للخنيرال عينته الحكومة ورئيسًا يسمى الحاكم خنيرال كاتالونيا (الأول كان العقيد فرانسيسكو خيمينيز أريناس الذي كان بمثابة «رئيسا عرضيا» للخنيرال منذ 7 أكتوبر، ثم حل محله في يناير 1935 مانويل بورتيلا فالاداريس). في أبريل 1935 عندما رفعت حالة الحرب استبدل بورتيلا برئيس راديكالي، وأعيدت بعض سلطات الحكومة الكتالونية إليه، ولكن ليس إلى جانب النظام العام. شاركت المجموعة الإقليمية لكاتالونيا في تلك الحكومة «التي أكدت صورتها كمتواطنة مع أعداء الحكم الذاتي وقطاعات الطبقة الوسطى منها، على الرغم من أنها في الوقت نفس منذ نهاية أكتوبر استنكرت الحكومة المركزية لاستغلالها بخلق موقف لقمع أو تقليص صلاحيات الحكم الذاتي، معتبرا أنه» لا ينبغي معاقبة شعب على أخطاء حكامه«. وبإسم المجموعة الإقليمية تم الطعن في نائب رئيس البرلمان الكتلاني مارتينيز دومينغو من قبل محكمة الضمانات قانون 2 يناير 1935 الذي أفرغ الخنيرال من محتوياته».
تم إلغاء قانون عقود المحاصيل وتمت معالجة مايقرب من ثلاثة آلاف دعوى إخلاء لمزارع كروم العنب والمزارعين المستأجرين. تم تعليق الصحف القومية واليسارية.